# Kritsada Hemli
Kritsada Hemli (thailändisch กฤษฎา เหมลี, * 10. Oktober 1997) ist ein thailändischer Fußballspieler.

## Karriere
Kritsada Hemli steht seit mindestens 2021 beim Samut Sakhon FC unter Vertrag. Wo er vorher gespielt hat, ist unbekannt. Der Verein aus Samut Sakhon spielte in der zweiten thailändischen Liga, der Thai League 2. Sein Zweitligadebüt für Samut gab er am 10. Februar 2021 im Heimspiel gegen den Ranong United FC. Hier wurde er in der 79. Minute für Settawat Yimyuan eingewechselt. Für Samut bestritt er sieben Zweitligaspiele. Nach der Saison wurde sein Vertrag nicht verlängert. Im Sommer 2021 schloss er sich dem Amateurligisten Teerachai Pallet Samut Prakan FC an. Mit dem Verein spielt er in der Thailand Amateur League sowie in der  Bangkok Premier League.